# Maximiliano Coronel
Maximiliano Ángel Coronel (Buenos Aires, 28 aprile 1989) è un calciatore argentino, difensore dell'All Boys.

## Caratteristiche tecniche
È un difensore centrale.